# Khai thác vàng

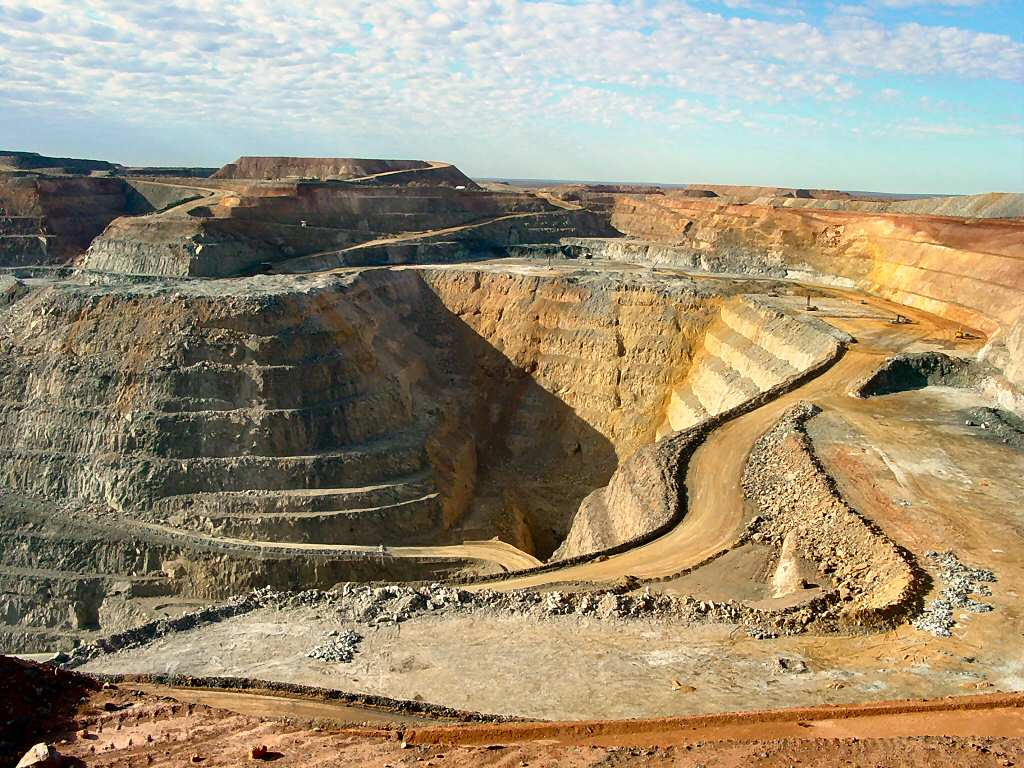
Mỏ vàng Super Pit ở Kalgoorlie, Úc, 2005

Khai thác vàng là hoạt động thu thập vàng nguyên chất từ quặng vàng bằng các phương pháp khai thác mỏ thủ công hay dùng máy móc hiện đại. Theo truyền thống, vàng được tìm kiếm và thu thập ở vùng có phù sa lắng đọng và được tiến hành bằng sức người, ta gọi là đãi vàng. Dù sao, tới khi ngành khai thác vàng phát triển đến mức con người có thể khai thác quặng vàng từ lòng đất, quy trình khai thác trở nên phức tạp hơn, ví dụ như việc khai thác hầm lò và thủy luyện. Trong thế kỉ 20 và 21, phần lớn sản lượng vàng được khai thác bởi các tổ chức kinh tế lớn, mặc dầu giá trị của vàng thu hút hàng triệu thợ đào vàng thủ công vào việc đãi vàng. Giống như các ngành khai khoáng khác, quyền con người và vấn đề môi trường là vấn đề nóng của ngành khai thác vàng; trong đó, những người thợ ở các khu đãi vàng thiếu quản lí gặp các vấn đề sức khỏe và an toàn lớn hơn nhiều so với người lao động bình thường.

## Lịch sử
Thời điểm cụ thể mà con người lần đầu biết tiến hành khai thác vàng vẫn chưa rõ, nhưng một vài trong số những di vật bằng vàng cổ nhất được tìm thấy ở di chỉ Khu chôn cất Varna, Bulgaria. Các ngôi mộ được tính niên đại vào khoảng 4700 tới 4200 TCN; điều đó cho thấy việc khai thác vàng có từ cách nay ít nhất 7000 năm. Một nhóm các nhà khảo cổ Đức và Gruzia xác nhận di chỉ Sakdrisi ở phía Nam Gruzia, niên đại khoảng thiên niên kỉ thứ ba hoặc bốn TCN, có thể là mỏ vàng cổ nhất được biết.

## Con số thống kê
- Biểu đồ thể hiện xu hướng sản xuất vàng tính theo tấn của 5 quốc gia có sản lượng lớn nhất thế giới
- Sản lượng khai thác vàng hàng năm của thế giới 1900 - 2014